# Speonemadus comasi
Speonemadus comasi is een keversoort uit de familie van de truffelkevers (Leiodidae). De wetenschappelijke naam van de soort werd in 2019 gepubliceerd door Fresneda, Faille, Fery, en Ribera.